# مركز الهوكي الأولمبي (ريو دي جانيرو)

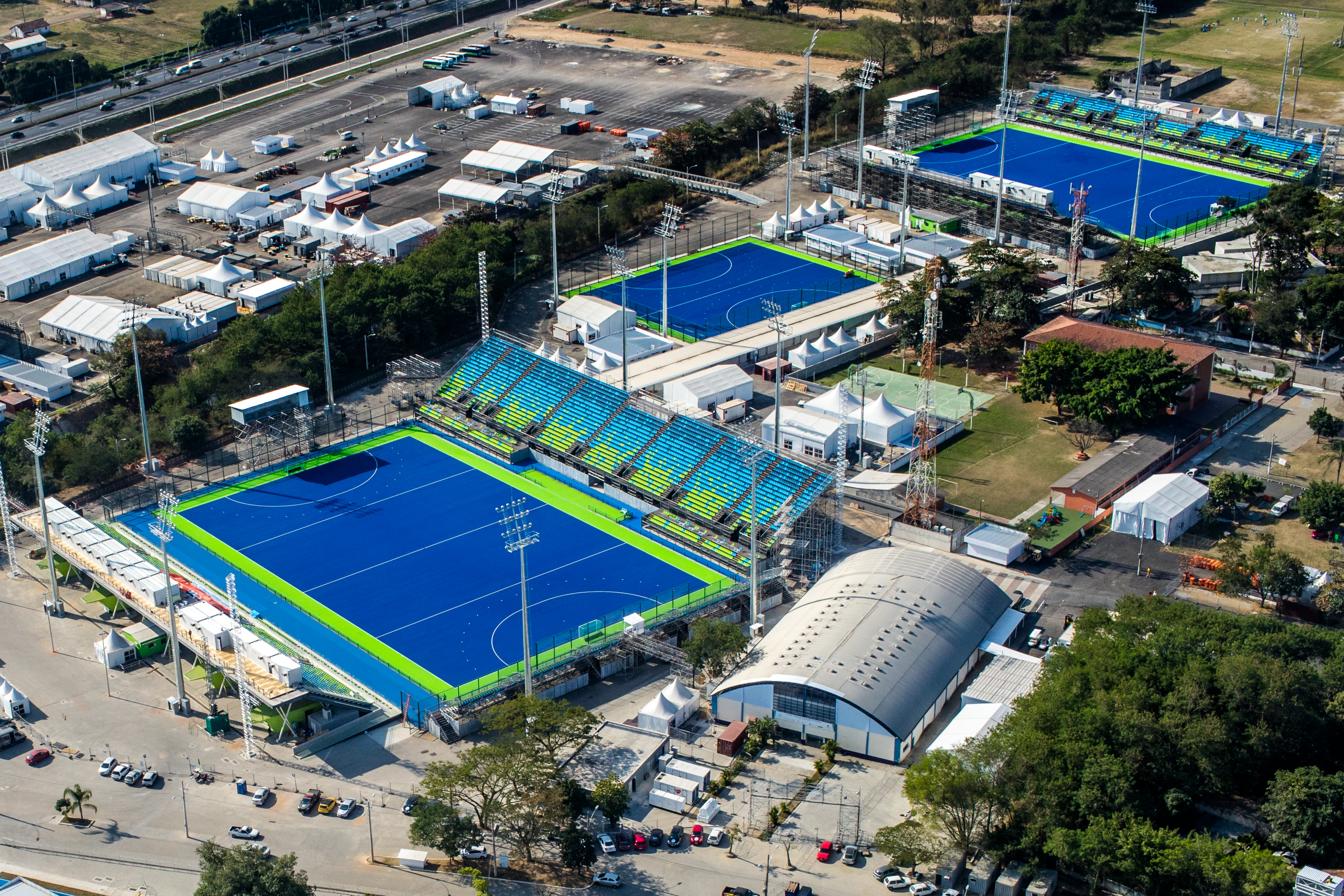
مركز الهوكي الأولمبي.

مركز الهوكي الأولمبي (بالإنجليزية: Olympic Hockey Centre)‏ مركز رياضي شُيِّد في العام 2016 لاستضافة منافسات هوكي الميدان ضمن دورة الألعاب الأولمبية الصيفية 2016 وأيضا لاستضافة منافسات رياضة كرة القدم ضمن دورة الألعاب البارالمبية الصيفية 2016 .